# 175 Андромаха
175 Андромаха (175 Andromache) — астероїд головного поясу, відкритий 1 жовтня 1877 року.
Тіссеранів параметр щодо Юпітера — 3,152.